# Округ Тумс (Џорџија)
Тумс (енгл. Toombs County) је округ у америчкој савезној држави Џорџија.

## Демографија
По попису из 2010. године број становника је 27.223, што је 1.156 (4,4%) становника више него 2000. године.
| Група             | 2000.          | 2010.          |
| Белци             | 17.226 (66,1%) | 16.887 (62,0%) |
| Афроамериканци    | 6.296 (24,2%)  | 6.767 (24,9%)  |
| Азијати           | 122 (0,5%)     | 200 (0,7%)     |
| Хиспаноамериканци | 2.310 (8,9%)   | 3.055 (11,2%)  |
| Укупно            | 26.067         | 27.223         |